# Hotel Internacional
L'Hotel Internacional va ser un dels edificis que Lluís Domènech i Montaner va construir per a l'Exposició Universal de 1888 a Barcelona. Concebut com a instal·lació temporal per acollir els visitants de l'exposició, va ser construït en el temps rècord de 53 dies i va ser enderrocat en acabar el certamen.

## Història

### Hotel de l'Exposició
L'Exposició Universal de 1888 es va celebrar entre el 8 d'abril i el 9 de desembre de 1888, i va rebre un total de 400.000 visitants procedents de tot el món. La manca d'allotjament de categoria representava un inconvenient per a la transcendència que s'esperava de l'esdeveniment, el primer d'aquest nivell a l'estat espanyol. Per aquesta raó es decidí de construir un hotel basat en els principis del suís César Ritz, que concebia un tipus d'allotjament diferent de la posada, fonda o hostatgeria, un lloc acollidor i amb les comoditats perquè el client s'hi trobés com a casa.

### Edifici
Es va construir en un terreny guanyat al mar al nou passeig de Colom, davant l'edifici de la Capitania General. Tenia planta i quatre pisos de 150 m per 35 m i ocupava un solar de 5.000 m², amb capacitat per a 2.000 hostes en 600 habitacions i 30 apartaments per famílies nombroses.
El promotor de l'obra guanyador del concurs fou en Ricard Valentí, però fou traspassada a Francesc Manuel Pau i finançada per El Crédito Español.
La construcció va començar a mitjan desembre de 1887, i el 14 de febrer de 1888 s'acabaren les obres d'edificació, si bé els acabats interiors i la decoració es va allargar fins finals de març de 1888.
A mitjan gener es va decidir treballar de nit, fent servir divuit grans focus elèctrics i es van estructurar les brigades de personal que en total estaven formades per 650 paletes i peons, 100 fusters i 40 guixaires.
La inauguració oficial va ser el 5 d'abril, i es va obrir al públic el 12 del mateix mes.

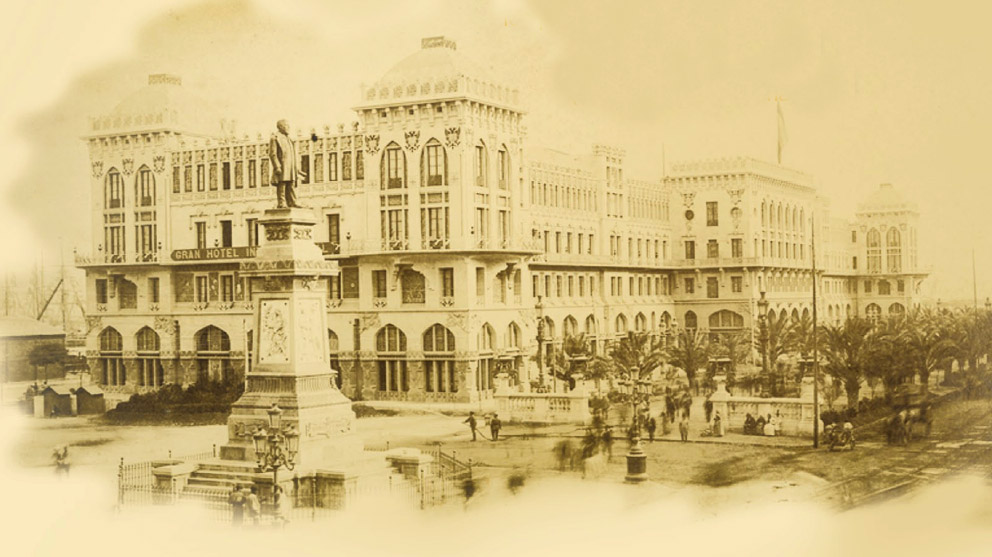
L'Hotel Internacional vist des de la cruilla del passeig de Colom i la Via Laietana (en aquell moment inexistent). En primer terme, el monument a Antonio López, que més tard seria desplaçat uns metres fins a la seva ubicació actual

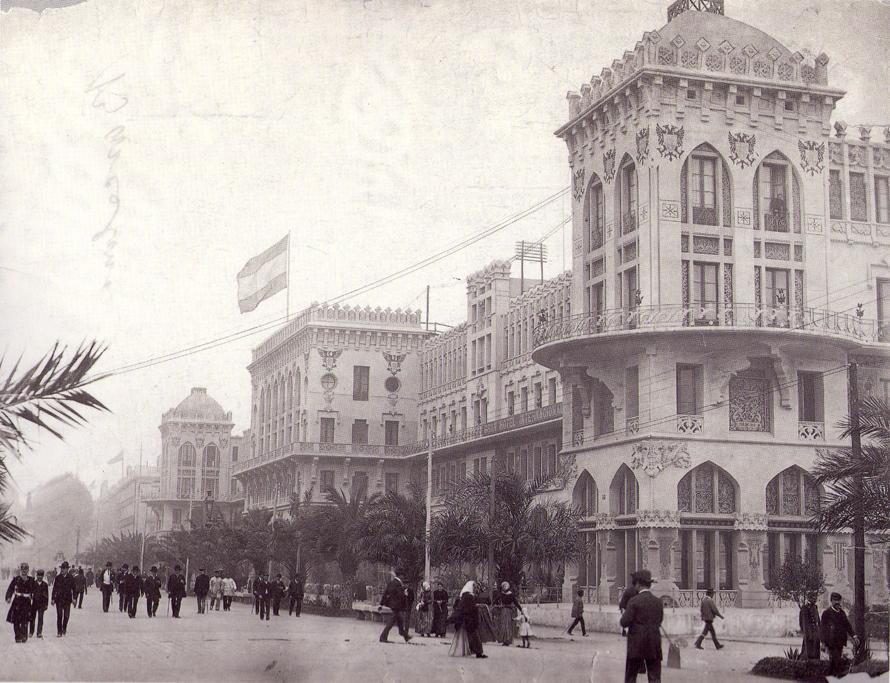
Una altra vista de l'hotel

### Enderrocament
L'establiment havia tingut una bona acollida per part dels ciutadans i una bona part del sector intel·lectual que el consideraven una obra d'art representativa de la nova arquitectura. Però el seu caràcter efímer havia comportat determinades actuacions de difícil marxa enrere. La ubicació s'havia fet en uns terrenys cedits de forma temporal pel port que no eren estables com per a allotjar una construcció permanent. A més, no comptava amb fonaments, sinó que estava assentat sobre una estructura metàl·lica feta expressament per aportar estabilitat i, per acabar, els materials utilitzats eren de qualitat pensada per una durada limitada.
Així, tot i que el seu fi estava predeterminat, es va organitzar un moviment de defensa que va començar ja abans d'estar acabat. Un cop acabada l'exposició, es varen produir moltes tensions per canviar la situació, involucrant al ministre amb una oferta de venda de l'edifici, arribant la discussió a les Corts Espanyoles, amb una sessió molt tensa en què es confirmà l'ordre d'enderrocament, que va començar l'1 de maig de 1889, una mica més d'un any després de la seva inauguració.